# カルノーの定理 (円錐曲線)

円錐曲線と辺の6つの交点

カルノーの定理（カルノーのていり、英: Carnot's theorem, Carnot theorem）は、ラザール・カルノーにちなんで名付けられた定理の一つである。

## 定理
カルノーの定理 ― 三角形ABC について、AB上の点Ca, Cb、BC上の点Ab, Ac、CA上の点Bc, Baの六点が同一円錐曲線上にあることと、以下の式が成り立つことは同値である：
{\displaystyle {\frac {|AC_{A}|}{|BC_{A}|}}\cdot {\frac {|AC_{B}|}{|BC_{B}|}}\cdot {\frac {|BA_{B}|}{|CA_{B}|}}\cdot {\frac {|BA_{C}|}{|CA_{C}|}}\cdot {\frac {|CB_{C}|}{|AB_{C}|}}\cdot {\frac {|CB_{A}|}{|AB_{A}|}}=1.}

## 関連する定理
Ab, Ac, Bc, Ba, Ca, Cbが同一円錐曲線上にあるならば、AAb, AAc, BBc, BBa, CCa, CCbに接する円錐曲線が存在する（ブラッドリーの定理、Bradley's theorem）。
それぞれBaCa, CbAb, Ac,BcとBC, CA, ABの交点は共線である（パスカルの定理）。
一般に、m個の点P1, P2, P3, ..., Pmについて、それぞれ直線PiPi+1上のn個の点Ai1, Ai2, ..., Ain、計mn個の点がn次代数曲線上にあるとき、次の式が成り立つ。
{\displaystyle \prod _{1\leq i\leq m,1\leq j\leq n}{\dfrac {P_{i}A_{ij}}{A_{ij}P_{i+1}}}=(-1)^{mn}}
ただしPm+1 = P1とする。2 < nの場合、逆が成立するとは限らない。すなわち、mn個の点を通る代数曲線が一意に決定するとは限らない。m = 3としてn = 1, 2のとき、それぞれメネラウスの定理、カルノーの定理である。
m個の点は平面上に無くともよい、すなわちユークリッド空間の点と代数曲面へ拡張できる。